# Cinémathèque de la Fédération Wallonie-Bruxelles
Ne doit pas être confondu avec Cinémathèque royale de Belgique.

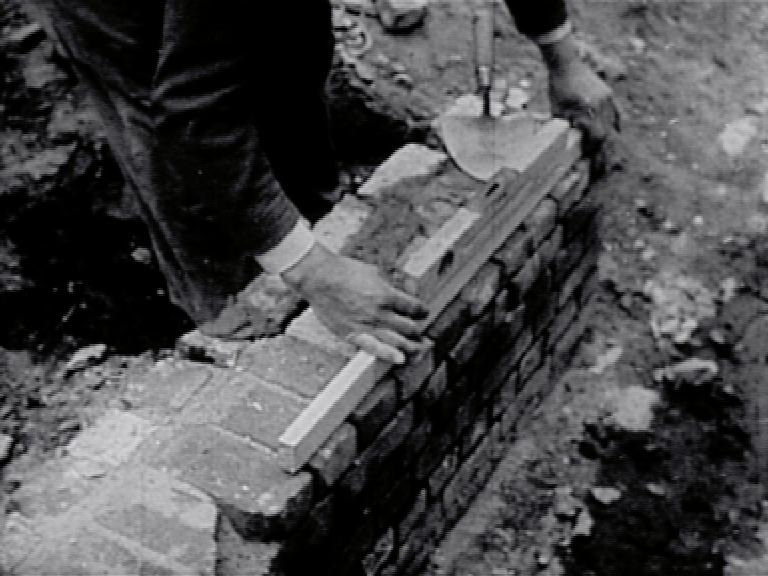
Image tirée du film "Petits travaux manuels - Maçonnerie-plâtrage" de Lucien Deroisy.

La Cinémathèque de la Fédération Wallonie-Bruxelles est une cinémathèque conservant les films commandés et achetés par cet organisme depuis l'époque du « service cinématographique de l'instruction publique » appelé ensuite « de l'éducation nationale ».
Cette cinémathèque, qui a pour particularité de ne pas disposer de salle de projection publique, s'appelle La Cinémathèque de la Fédération Wallonie-Bruxelles.

### Articles connexes

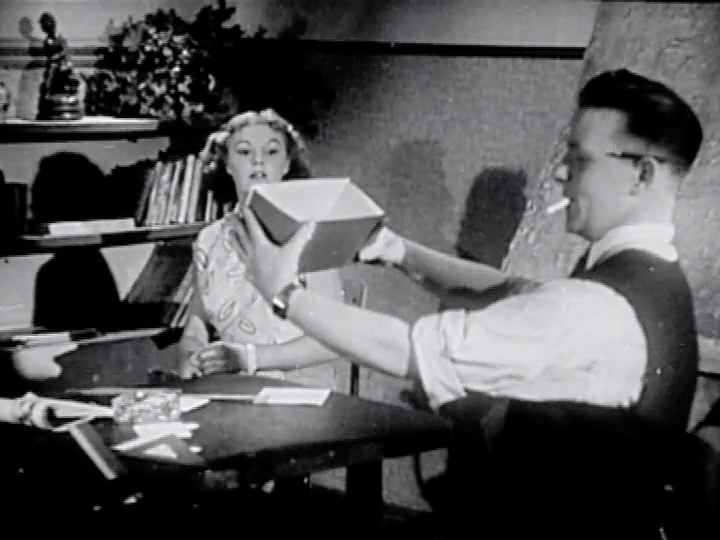
Image tirée du film "Petits travaux manuels - Soudure du zinc" de Lucien Deroisy.

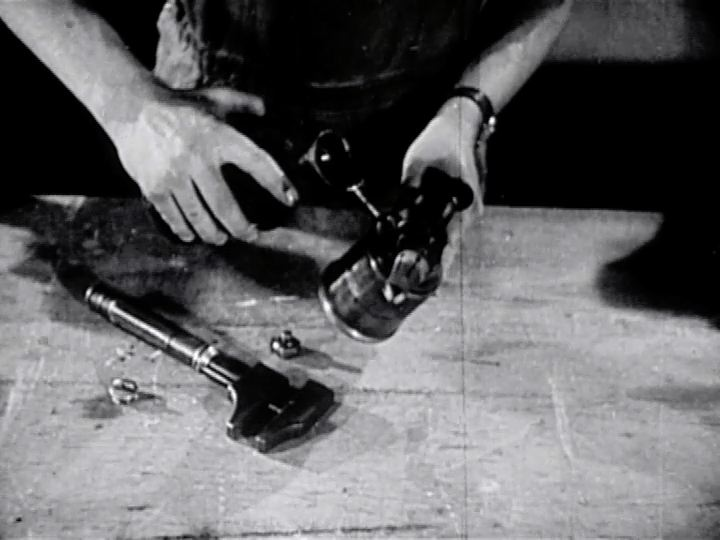
Image tirée du film "Petits travaux manuels - Soudure de tuyaux de plomb" de Lucien Deroisy.